# Rutegama
La commune de Rutegama est l' une des communes de la province Muramvya se trouvant dans le centre-ouest du Burundi. 